# Toney Mack
Pour les articles homonymes, voir Mack.
Toney Mack, né le 3 mai 1967, à Tampa, en Floride, est un ancien joueur américain de basket-ball. Il évolue au poste d'arrière. 